# Mezőzombor, Borsod-Abaúj-Zemplén
Mezőzombor este un sat în districtul Szerencs, județul Borsod-Abaúj-Zemplén, Ungaria, având o populație de 2.531 de locuitori (2011). 

## Demografie
Componența etnică a satului Mezőzombor
     Maghiari (87,2%)
     Romi (12,38%)
     Necunoscut (0,25%)
     Germani (0,17%)
     Alții (0,25%)
Componența confesională a satului Mezőzombor
     Romano-catolici (51,28%)
     Reformați (10,83%)
     Greco-catolici (10,11%)
     Fără religie (3,4%)
     Necunoscută (24,14%)
     Atei (0,24%)
     Alte religii (1,74%)
Conform recensământului din 2011, satul Mezőzombor avea 2.531 de locuitori. Din punct de vedere etnic, majoritatea locuitorilor (87,2%) erau maghiari, cu o minoritate de romi (12,38%). Apartenența etnică nu este cunoscută în cazul a 0,25% din locuitori.  Din punct de vedere confesional, majoritatea locuitorilor (51,28%) erau romano-catolici, existând și minorități de reformați (10,83%), greco-catolici (10,11%) și persoane fără religie (3,4%). Pentru 24,14% din locuitori nu este cunoscută apartenența confesională.